# بيتش بويز
بيتش بويز (بالإنجليزية: Beach boys)‏ هو فيلم تلفزي مغربي من إخراج يونس الركاب سنة 2009، وبطولة كل من ربيع القاطي، يوسف بريطل، هشام الوالي، محمد أوراغ، ماريا لالواز، فريد الركراكي، وآخرون.

## القصة
يريد مجموعة من الشباب الهجرة إلى أوروبا لتحقيق أحلامهم. عزيز مدرب كمال الأجسام، فخور بشكله ويتظاهر بأنه يعيش في فرانكفورت، وأمين، مصفف الشعر يريد يكون ممثلاً، وخالد يريد الذهاب إلى السويد. يبحث الأصدقاء الثلاثة عن الفرصة المناسبة للهجرة بكل الوسائل.